# 富山県幼稚園一覧
富山県幼稚園一覧（とやまけんようちえんいちらん）は、富山県の幼稚園の一覧。

## 国立幼稚園
- 富山大学教育学部附属幼稚園（富山市）

## 公立幼稚園

### 富山市
出典
- 富山市立月岡幼稚園
- 富山市立呉羽幼稚園
- 富山市立水橋幼稚園
- 富山市立愛宕幼稚園
- 富山市立大沢野幼稚園
- 富山市立大久保幼稚園
- 富山市立大庄幼稚園
- 富山市立小見幼稚園（休園中）
- 富山市立速星幼稚園
- 富山市立八人町幼稚園（2007年閉園）
- 富山市立岩瀬幼稚園（2010年閉園）
- 富山市立福沢幼稚園（2010年閉園）

### 高岡市
出典
- 高岡市立福岡西部幼稚園

### 魚津市
出典
- 魚津市立大町幼稚園
- 魚津市立経田幼稚園(2014年閉園)

### 滑川市
- 滑川市立田中幼稚園（2010年閉園[4]）

### 黒部市
出典
- 黒部市立生地幼稚園
- 黒部市立白鷹幼稚園
- 黒部市立中央幼稚園
- 黒部市立三日市幼稚園

### 砺波市
出典
- 砺波市立中野幼稚園
- 砺波市立五鹿屋幼稚園
- 砺波市立東野尻幼稚園
- 砺波市立高波幼稚園
- 砺波市立出町幼稚園
- 砺波市立太田幼稚園
- 砺波市立般若幼稚園
- 砺波市立北部幼稚園
- 砺波市立栴檀野幼稚園

### 小矢部市
出典
- 小矢部市立石動幼稚園(閉園)

### 南砺市
- 南砺市立城端幼稚園（閉園）

### 射水市
出典
- 射水市立本江幼稚園
- 射水市立七美幼稚園
- 射水市立大門わかば幼稚園

## 私立幼稚園

### 富山市
出典
私立幼稚園
- 大泉幼稚園
- あさひ幼稚園
- 富山市清水町幼稚園
- 愛護幼稚園
- 堀川幼稚園
- 富山市五番町幼稚園
- 文化幼稚園
- 若葉幼稚園
- 富山カワイ幼稚園
- まどか幼稚園
- 富山短期大学付属みどり野幼稚園
- めぐみ幼稚園
- あけぼの幼稚園
- 紫幼稚園

幼稚園型認定こども園、幼保連携型認定こども園
- アームストロング青葉幼稚園
- 藤園幼稚園
- 藤園南幼稚園
- 晴雲幼稚園
- 立正幼稚園
- 白藤幼稚園
- 富山幼稚園
- 紅葉ガ丘認定こども園
- 徳風幼稚園
- 新庄幼稚園
- 新保なかよし認定こども園
- リンデ幼稚園

### 高岡市
- 高岡カトリック幼稚園
- こばと幼稚園
- 高岡第一学園附属第一幼稚園
- 高岡第一学園附属第二幼稚園
- 高岡第一学園附属第三幼稚園
- いずみ幼稚園
- かたかご幼稚園
- ひかり幼稚園
- 高岡第一学園高岡第一学園附属第五幼稚園
- 高岡第一学園福岡ひばり園
- 福岡幼稚園
- 高岡第一学園附属ひばり幼稚園（2008年閉園[9]）
- 志貴野幼稚園（閉園）

### 魚津市
- 魚津大谷幼稚園（休園中）

### 氷見市
- 氷見中央幼稚園
- アソカ幼稚園

### 滑川市
- 同朋幼稚園
- 東加積幼稚園
- 北加積幼稚園
- 早月加積幼稚園
- 希望幼稚園
- 西加積幼稚園

### 砺波市
- 出町青葉幼稚園

### 小矢部市
- 小矢部カトリック明星幼稚園（休園中）

### 南砺市
- 福野青葉幼稚園
- 聖徳幼稚園
- 福光青葉幼稚園

### 射水市
- あおい幼稚園
- 第二あおい幼稚園
- 第三あおい幼稚園

### 中新川郡立山町
- むつみ幼稚園

### 下新川郡入善町
- 入善幼稚園